# Дейтона Бийч
Дейтона Бийч (на английски: Daytona Beach) е курортен град в щата Флорида, САЩ. Населението на Дейтона Бийч през 2004 година е 67 000 души. В Дейтона Бийч се намира централният офис на НАСКАР.
Дайтона Бийч е целогодишен курорт, с големи групи от посетители, които идват в града за различни събития, преди всичко за Speedweeks, проведена в началото на февруари, когато над 200 000 НАСКАР феновете дойдоха да присъстват за откриването на сезона, на Дейтона 500. Други дейности на състезанието през юли и в началото на март, в края на октомври и януари.

## География и климат
Градът е с обща площ от 168,17 кв. км. Когато 152 кв. км – е земя и 16 кв. км (9,6%) – водна площ
Дейтона Бийч е с влажен субтропичен климат, характерен за Югоизточните Съединените щати. Лятото е горещо и влажно, зимата суха и мека. Снеговалежите са изключително редки. Плажът обикновено привлича туристи от началото на март.

## Побратимени градове
- Байон (Франция)